# L'Agglo en bus
Ne doit pas être confondu avec Les bus de l'agglo.
Le réseau de bus L'Agglo en bus est le réseau de transport de l'intercommunalité Gap-Tallard-Durance, en région Provence-Alpes-Côte d’Azur en France.
Toutes les lignes de bus de l'agglomération sont gratuites pour l'ensemble des utilisateurs.

## Historique
Le projet d’aménagement et de réhabilitation de la gare de Gap est annoncé en 2018 pour 2019, avec la création d'un pôle d'échanges.

## Lignes du réseau

### Présentation
Le tableau suivant reprend des données présentées sur le site de la Communauté d'agglomération Gap-Tallard-Durance. Anciennement réseau Linéa.

### Lignes principales
| Ligne  | Caractéristiques | Caractéristiques                                    | Caractéristiques                                    | Caractéristiques                                    | Caractéristiques                                    | Caractéristiques                                                        | Caractéristiques                                    | Caractéristiques                                    | Caractéristiques                                    |
| 1      | SERVIOLAN- BONNEVAL - LA SOURCE | SERVIOLAN- BONNEVAL - LA SOURCE                     | SERVIOLAN- BONNEVAL - LA SOURCE                     | SERVIOLAN- BONNEVAL - LA SOURCE                     | SERVIOLAN- BONNEVAL - LA SOURCE                     | SERVIOLAN- BONNEVAL - LA SOURCE                                         | SERVIOLAN- BONNEVAL - LA SOURCE                     | SERVIOLAN- BONNEVAL - LA SOURCE                     | SERVIOLAN- BONNEVAL - LA SOURCE                     |
| 1      | LACHAUP/SERVIOLAN ⥋ BONNEVAL/LA SOURCE | LACHAUP/SERVIOLAN ⥋ BONNEVAL/LA SOURCE              | LACHAUP/SERVIOLAN ⥋ BONNEVAL/LA SOURCE              | LACHAUP/SERVIOLAN ⥋ BONNEVAL/LA SOURCE              | LACHAUP/SERVIOLAN ⥋ BONNEVAL/LA SOURCE              | LACHAUP/SERVIOLAN ⥋ BONNEVAL/LA SOURCE                                  | LACHAUP/SERVIOLAN ⥋ BONNEVAL/LA SOURCE              | LACHAUP/SERVIOLAN ⥋ BONNEVAL/LA SOURCE              | LACHAUP/SERVIOLAN ⥋ BONNEVAL/LA SOURCE              |
| ------ | --- | --------------------------------------------------- | --------------------------------------------------- | --------------------------------------------------- | --------------------------------------------------- | ----------------------------------------------------------------------- | --------------------------------------------------- | --------------------------------------------------- | --------------------------------------------------- |
| 1      | Ouverture / Fermeture 5 février 2018 / — | Longueur —                                          | Durée 30 min                                        | Nb. d’arrêts 31                                     | Matériel Standards                                  | Jours de fonctionnement lundi, mardi, mercredi, jeudi, vendredi, samedi | Jour / Soir / Nuit / Fêtes O / N / N / N            | Voy. / an —                                         | Exploitant CAGTD                                    |
| 1      | Desserte : Gap |                                                     |                                                     |                                                     |                                                     |                                                                         |                                                     |                                                     |                                                     |
| 1      | Autre : - Principaux Arrêts desservis: Zone Artisanle de Lachaup, Lachaup, La Tourronde, Serviolan, Micropolis, Stade Nautique, Stade, Pompidou, Ladoucette, Faure du Serre, Verdun, Porte Colombe, Aristide Briand, Chabrières, Bonneval, Ferme Blanche, La Source. - Desserte les secteurs de: La plaine de Lachaup, de Micropolis, du Stade nautique, du Stade, de l'Avenue Jean Jaurès, du Boulevard Pompidou, du Centre-ville de Gap, Boulevard de la Libération, du Champsaur, du Rochasson, de Bonneval, de la Ferme blanche et de La Source. - Desserte des établissements: Collège de Fontreyne, École de Fontreyne, Lycée Dominique Villars, Lycée Aristide Briand, École Paul Émile Victor, École de Verdun, École de Porte Colombe, Hôpital de Gap.                |                                                     |                                                     |                                                     |                                                     |                                                                         |                                                     |                                                     |                                                     |
| 1      | Dernière actualisation : — |                                                     |                                                     |                                                     |                                                     |                                                                         |                                                     |                                                     |                                                     |
| 2      | MOLINES- LE RIGODON- LES GONTIERS | MOLINES- LE RIGODON- LES GONTIERS                   | MOLINES- LE RIGODON- LES GONTIERS                   | MOLINES- LE RIGODON- LES GONTIERS                   | MOLINES- LE RIGODON- LES GONTIERS                   | MOLINES- LE RIGODON- LES GONTIERS                                       | MOLINES- LE RIGODON- LES GONTIERS                   | MOLINES- LE RIGODON- LES GONTIERS                   | MOLINES- LE RIGODON- LES GONTIERS                   |
| 2      | MOLINES ⥋ LE RIGODON/ LES GONTIERS |                                                     |                                                     |                                                     |                                                     |                                                                         |                                                     |                                                     |                                                     |
| 2      | Ouverture / Fermeture 5 février 2018 / — | Longueur —                                          | Durée 30 min                                        | Nb. d’arrêts 25/31                                  | Matériel Standards Midibus                          | Jours de fonctionnement lundi, mardi, mercredi, jeudi, vendredi, samedi | Jour / Soir / Nuit / Fêtes O / N / N / N            | Voy. / an —                                         | Exploitant CAGTD SCAL                               |
| 2      | Desserte : Gap |                                                     |                                                     |                                                     |                                                     |                                                                         |                                                     |                                                     |                                                     |
| 2      | Autre : - Principaux Arrêts desservis: Molines, Bellevue, Alp'Arena, Faure du Serre, Ladoucette, Gare SNCF, Les Métiers, Pôle Universitaire, Collège et Lycée Nord, Champsaur, École Puymaure, Hôpital de l'Adret, Chabanas, Hameau de Puymaure, Clinique, Le Grain de Blé, Le Rigodon, Les Gontiers. - Desserte les secteurs de: Molines, Boulevard Bellevue, Centre-ville de Gap, Jean Macé, de Chabanas, de Puymaure, de Charance, des Gontiers. - Desserte des établissements: École Bellevue, Gare SNCF de Gap, Université de la Méditerranée de Gap, Collège Achille Mauzant, Lycée Aristide Briand, Collège et Lycée Privé Saint Joseph, Lycée Professionnel Régionale Sévigné, École de Puymaure, Centre de l'Adret, Polyclinique des Alpes du Sud, École de Charance. |                                                     |                                                     |                                                     |                                                     |                                                                         |                                                     |                                                     |                                                     |
| 2      | Dernière actualisation : — |                                                     |                                                     |                                                     |                                                     |                                                                         |                                                     |                                                     |                                                     |
| 3      | LES PRÉS- ROMETTE | LES PRÉS- ROMETTE                                   | LES PRÉS- ROMETTE                                   | LES PRÉS- ROMETTE                                   | LES PRÉS- ROMETTE                                   | LES PRÉS- ROMETTE                                                       | LES PRÉS- ROMETTE                                   | LES PRÉS- ROMETTE                                   | LES PRÉS- ROMETTE                                   |
| 3      | LES PRÉS ⥋ ROMETTE PRÉ MONGIL/ PONT SARRAZIN |                                                     |                                                     |                                                     |                                                     |                                                                         |                                                     |                                                     |                                                     |
| 3      | Ouverture / Fermeture 5 février 2018 / — | Longueur —                                          | Durée 25 min                                        | Nb. d’arrêts 30                                     | Matériel Midibus                                    | Jours de fonctionnement lundi, mardi, mercredi, jeudi, vendredi, samedi | Jour / Soir / Nuit / Fêtes O / N / N / N            | Voy. / an —                                         | Exploitant CAGTD SCAL                               |
| 3      | Desserte : Gap, Romette |                                                     |                                                     |                                                     |                                                     |                                                                         |                                                     |                                                     |                                                     |
| 3      | Autre : - Principaux Arrêts desservis: Les Prés, Le Riotord, École Beauregard, Les Écrins, Pompidou, Ladoucette, Faure du Serre, Verdun, Porte Colombe, Champsaur, Maison de la Santé au Travail, École Villarobert, Mairie de Romette, Romette Pré Mongil, Pont Sarrazin. - Desserte les secteurs de: Route des Prés, Sainte Margueritte, Beauregard, Boulevard Pompidou, Centre-ville de Gap, Boulevard de la Libération, Forest d'entrais, Romette. - Desserte des établissements: École Beauregard, Gymnase Lafaille, Lycée Dominique Villars, École de Verdun, École de Porte Colombe, Hôpital de Gap, École Villarobert, Mairie de Romette. |                                                     |                                                     |                                                     |                                                     |                                                                         |                                                     |                                                     |                                                     |
| 3      | Dernière actualisation : — |                                                     |                                                     |                                                     |                                                     |                                                                         |                                                     |                                                     |                                                     |
| 4      | BEAUCHÂTEAU/ TOKORO- SAINT-JEAN/ LE CHAFFAL | BEAUCHÂTEAU/ TOKORO- SAINT-JEAN/ LE CHAFFAL         | BEAUCHÂTEAU/ TOKORO- SAINT-JEAN/ LE CHAFFAL         | BEAUCHÂTEAU/ TOKORO- SAINT-JEAN/ LE CHAFFAL         | BEAUCHÂTEAU/ TOKORO- SAINT-JEAN/ LE CHAFFAL         | BEAUCHÂTEAU/ TOKORO- SAINT-JEAN/ LE CHAFFAL                             | BEAUCHÂTEAU/ TOKORO- SAINT-JEAN/ LE CHAFFAL         | BEAUCHÂTEAU/ TOKORO- SAINT-JEAN/ LE CHAFFAL         | BEAUCHÂTEAU/ TOKORO- SAINT-JEAN/ LE CHAFFAL         |
| 4      | BEAUCHÂTEAU ⥋ LE CHAFFAL |                                                     |                                                     |                                                     |                                                     |                                                                         |                                                     |                                                     |                                                     |
| 4      | Ouverture / Fermeture 5 février 2018 / — | Longueur —                                          | Durée 35 min                                        | Nb. d’arrêts 37/36                                  | Matériel Standards Midibus                          | Jours de fonctionnement lundi, mardi, mercredi, jeudi, vendredi, samedi | Jour / Soir / Nuit / Fêtes O / N / N / N            | Voy. / an —                                         | Exploitant CAGTD SCAL                               |
| 4      | Desserte : Gap |                                                     |                                                     |                                                     |                                                     |                                                                         |                                                     |                                                     |                                                     |
| 4      | Autre : - Principaux Arrêts desservis: Beauchâteau, Les Tilleuls, Tokoro, Gare SNCF, Faure du Serre, Ladoucette, Verdun, Porte Colombe, Europe, Pompidou, Alp'Arena, Les Cèdres, Albert Borel, Sainte-Marthe, Saint-Jean, Le Chaffal. - Desserte les secteurs de: Beauchâteau, Fauvins, La Justice, Tokoro, Avenue d'Embrun, Centre-ville de Gap, Boulevard de la Libération, Sagnières, Bois de Saint-Jean. - Desserte des établissements: École des Fauvins, Gare SNCF de Gap, Lycée Dominique Villars, École Anselme Gras, École de Verdun, École de Porte Colombe, Hôpital de Gap. |                                                     |                                                     |                                                     |                                                     |                                                                         |                                                     |                                                     |                                                     |
| 4      | Dernière actualisation : — |                                                     |                                                     |                                                     |                                                     |                                                                         |                                                     |                                                     |                                                     |
| 5      | ROUTE DE COLOMBIS/ LES EMÉYÈRES- PÔLE UNIVERSITAIRE | ROUTE DE COLOMBIS/ LES EMÉYÈRES- PÔLE UNIVERSITAIRE | ROUTE DE COLOMBIS/ LES EMÉYÈRES- PÔLE UNIVERSITAIRE | ROUTE DE COLOMBIS/ LES EMÉYÈRES- PÔLE UNIVERSITAIRE | ROUTE DE COLOMBIS/ LES EMÉYÈRES- PÔLE UNIVERSITAIRE | ROUTE DE COLOMBIS/ LES EMÉYÈRES- PÔLE UNIVERSITAIRE                     | ROUTE DE COLOMBIS/ LES EMÉYÈRES- PÔLE UNIVERSITAIRE | ROUTE DE COLOMBIS/ LES EMÉYÈRES- PÔLE UNIVERSITAIRE | ROUTE DE COLOMBIS/ LES EMÉYÈRES- PÔLE UNIVERSITAIRE |
| 5      | ROUTE DE COLOMBIS ⥋ PÔLE UNIVERSITAIRE |                                                     |                                                     |                                                     |                                                     |                                                                         |                                                     |                                                     |                                                     |
| 5      | Ouverture / Fermeture 5 février 2018 / — | Longueur —                                          | Durée 25 min                                        | Nb. d’arrêts 20/19                                  | Matériel Midibus                                    | Jours de fonctionnement lundi, mardi, mercredi, jeudi, vendredi, samedi | Jour / Soir / Nuit / Fêtes O / N / N / N            | Voy. / an —                                         | Exploitant Jacob                                    |
| 5      | Desserte : Gap |                                                     |                                                     |                                                     |                                                     |                                                                         |                                                     |                                                     |                                                     |
| 5      | Autre : - Principaux Arrêts desservis: Route de Colombis, Les Eméyères, Lycée Agricole, Treschatel, Le Collet, Les Écrins, Faure du Serre, Verdun, Porte Colombe, Champsaur, Pôle Universitaire. - Desserte les secteurs de: Les Eméyères, Jarjayes, Boulevard Pompidou, Centre-ville de Gap, Boulevard de la Libération. - Desserte des établissements: Lycée Agricole, École de Lareton, Université de la Méditerranée de Gap, Lycée Dominique Villars, École de Verdun, École de Porte Colombe, Hôpital de Gap. |                                                     |                                                     |                                                     |                                                     |                                                                         |                                                     |                                                     |                                                     |
| 5      | Dernière actualisation : — |                                                     |                                                     |                                                     |                                                     |                                                                         |                                                     |                                                     |                                                     |
| 6      | (CHÂTEAUVIEUX) LES ABADOUS/ LA LUYE- TOURNEFAVE | (CHÂTEAUVIEUX) LES ABADOUS/ LA LUYE- TOURNEFAVE     | (CHÂTEAUVIEUX) LES ABADOUS/ LA LUYE- TOURNEFAVE     | (CHÂTEAUVIEUX) LES ABADOUS/ LA LUYE- TOURNEFAVE     | (CHÂTEAUVIEUX) LES ABADOUS/ LA LUYE- TOURNEFAVE     | (CHÂTEAUVIEUX) LES ABADOUS/ LA LUYE- TOURNEFAVE                         | (CHÂTEAUVIEUX) LES ABADOUS/ LA LUYE- TOURNEFAVE     | (CHÂTEAUVIEUX) LES ABADOUS/ LA LUYE- TOURNEFAVE     | (CHÂTEAUVIEUX) LES ABADOUS/ LA LUYE- TOURNEFAVE     |
| 6      | LES ABADOUS/ LA LUYE ⥋ TOURNEFAVE |                                                     |                                                     |                                                     |                                                     |                                                                         |                                                     |                                                     |                                                     |
| 6      | Ouverture / Fermeture 5 février 2018 / — | Longueur —                                          | Durée 35 min                                        | Nb. d’arrêts 36/35                                  | Matériel Midibus                                    | Jours de fonctionnement lundi, mardi, mercredi, jeudi, vendredi, samedi | Jour / Soir / Nuit / Fêtes O / N / N / N            | Voy. / an —                                         | Exploitant CAGTD SCAL                               |
| 6      | Desserte : Gap, Châteauvieux |                                                     |                                                     |                                                     |                                                     |                                                                         |                                                     |                                                     |                                                     |
| 6      | Autre : - Principaux Arrêts desservis: Village l'église (Châteauvieux), Clauseron (Châteauvieux), Les Embeyracs (Châteauvieux), Les Abadous, La Luye, Tournefave, École de la Tourronde, Cimetière Saint Roch, Stade, Europe, Pompidou, Faure du Serre, Verdun, Porte Colombe, La Durance, Les Cèdres. - Desserte les secteurs de: Châteauvieux, Les Abadous, Route de la Luye, Gap Sud, Stade, Avenue Jean Jaurès, Boulevard Pompidou, Boulevard de la Libération, Centre-ville de Gap, Sagnières, La Durance, Tournefave. - Desserte des établissements: École de la Tourronde, École du Stade, École Anselme Gras, Lycée Dominique Villars, École de Verdun, École de Porte Colombe, Hôpital de Gap.                                                                        |                                                     |                                                     |                                                     |                                                     |                                                                         |                                                     |                                                     |                                                     |
| 6      | Dernière actualisation : — |                                                     |                                                     |                                                     |                                                     |                                                                         |                                                     |                                                     |                                                     |
| 7      | FAURE DU SERRE / PARASSAC | FAURE DU SERRE / PARASSAC                           | FAURE DU SERRE / PARASSAC                           | FAURE DU SERRE / PARASSAC                           | FAURE DU SERRE / PARASSAC                           | FAURE DU SERRE / PARASSAC                                               | FAURE DU SERRE / PARASSAC                           | FAURE DU SERRE / PARASSAC                           | FAURE DU SERRE / PARASSAC                           |
| 7      | FAURE DU SERRE ⥋ PARASSAC |                                                     |                                                     |                                                     |                                                     |                                                                         |                                                     |                                                     |                                                     |
| 7      | Ouverture / Fermeture 5 février 2018 / — | Longueur —                                          | Durée 15 min                                        | Nb. d’arrêts 12                                     | Matériel Midibus                                    | Jours de fonctionnement lundi, mardi, mercredi, jeudi, vendredi, samedi | Jour / Soir / Nuit / Fêtes O / N / N / N            | Voy. / an —                                         | Exploitant CAGTD SCAL                               |
| 7      | Desserte : Gap |                                                     |                                                     |                                                     |                                                     |                                                                         |                                                     |                                                     |                                                     |
| 7      | Autre : - Principaux Arrêts desservis: Faure du Serre, Ladoucette, Pôle Universitaire, Les Cheminots, Rochasson, La Descente, Parassac. - Desserte les secteurs de: Centre-ville de Gap, Bonne, Parc Saint Joseph, Hameau de Parassac. - Desserte des établissements: Université de la Méditerranée de Gap, Collège et Lycée Privé Saint-Joseph. |                                                     |                                                     |                                                     |                                                     |                                                                         |                                                     |                                                     |                                                     |
| 7      | Dernière actualisation : — |                                                     |                                                     |                                                     |                                                     |                                                                         |                                                     |                                                     |                                                     |
| 8      | BEAUCHÂTEAU/ LA JUSTICE- LES GRANDES TERRES | BEAUCHÂTEAU/ LA JUSTICE- LES GRANDES TERRES         | BEAUCHÂTEAU/ LA JUSTICE- LES GRANDES TERRES         | BEAUCHÂTEAU/ LA JUSTICE- LES GRANDES TERRES         | BEAUCHÂTEAU/ LA JUSTICE- LES GRANDES TERRES         | BEAUCHÂTEAU/ LA JUSTICE- LES GRANDES TERRES                             | BEAUCHÂTEAU/ LA JUSTICE- LES GRANDES TERRES         | BEAUCHÂTEAU/ LA JUSTICE- LES GRANDES TERRES         | BEAUCHÂTEAU/ LA JUSTICE- LES GRANDES TERRES         |
| 8      | BEAUCHÂTEAU ⥋ LES GRANDES TERRES |                                                     |                                                     |                                                     |                                                     |                                                                         |                                                     |                                                     |                                                     |
| 8      | Ouverture / Fermeture 5 février 2018 / — | Longueur —                                          | Durée 27 min                                        | Nb. d’arrêts 27/32                                  | Matériel Standards Midibus                          | Jours de fonctionnement lundi, mardi, mercredi, jeudi, vendredi, samedi | Jour / Soir / Nuit / Fêtes O / N / N / N            | Voy. / an —                                         | Exploitant CAGTD SCAL                               |
| 8      | Desserte : Gap |                                                     |                                                     |                                                     |                                                     |                                                                         |                                                     |                                                     |                                                     |
| 8      | Autre : - Principaux Arrêts desservis: Beauchâteau, Tokoro, Val du Plan, Gare SNCF, Faure du Serre, Ladoucette, Verdun, Champ de Trente, École des Eyssagnières, Albert Borel, Sainte-Marthe, Les Grandes Terres. - Desserte les secteurs de: Beauchâteau, La Justice, Tokoro, Avenue d'Embrun, Centre-ville de Gap, Boulevard de la Libération, Eyssagnières, Bois de Saint-Jean, Domaine du Lac, Domaine des Grandes Terres. - Desserte des établissements:Gare SNCF de Gap, Lycée Dominique Villars, École de verdun, École de Porte Colombe, École des Eyssagnières. |                                                     |                                                     |                                                     |                                                     |                                                                         |                                                     |                                                     |                                                     |
| 8      | Dernière actualisation : — |                                                     |                                                     |                                                     |                                                     |                                                                         |                                                     |                                                     |                                                     |
| 9      | LADOUCETTE- ROMETTE | LADOUCETTE- ROMETTE                                 | LADOUCETTE- ROMETTE                                 | LADOUCETTE- ROMETTE                                 | LADOUCETTE- ROMETTE                                 | LADOUCETTE- ROMETTE                                                     | LADOUCETTE- ROMETTE                                 | LADOUCETTE- ROMETTE                                 | LADOUCETTE- ROMETTE                                 |
| 9      | LADOUCETTE ⥋ MAIRIE DE ROMETTE |                                                     |                                                     |                                                     |                                                     |                                                                         |                                                     |                                                     |                                                     |
| 9      | Ouverture / Fermeture 5 février 2018 / — | Longueur —                                          | Durée 12 min                                        | Nb. d’arrêts 11/12                                  | Matériel Midibus                                    | Jours de fonctionnement lundi, mardi, mercredi, jeudi, vendredi, samedi | Jour / Soir / Nuit / Fêtes O / N / N / N            | Voy. / an —                                         | Exploitant CAGTD SCAL                               |
| 9      | Desserte : Gap, Romette |                                                     |                                                     |                                                     |                                                     |                                                                         |                                                     |                                                     |                                                     |
| 9      | Autre : - Principaux Arrêts desservis: Ladoucette, Gare SNCF, Val du Plan, Tokoro, Avenue d'Embrun, Les Vigneaux, Mairie de Romette. - Desserte les secteurs de: Centre-ville de Gap, Avenue d'Embrun, Romette. - Desserte des établissements: Gare SNCF de Gap. |                                                     |                                                     |                                                     |                                                     |                                                                         |                                                     |                                                     |                                                     |
| 9      | Dernière actualisation : — |                                                     |                                                     |                                                     |                                                     |                                                                         |                                                     |                                                     |                                                     |
| 20 NRE | BALMENS- SAINT LOUIS | BALMENS- SAINT LOUIS                                | BALMENS- SAINT LOUIS                                | BALMENS- SAINT LOUIS                                | BALMENS- SAINT LOUIS                                | BALMENS- SAINT LOUIS                                                    | BALMENS- SAINT LOUIS                                | BALMENS- SAINT LOUIS                                | BALMENS- SAINT LOUIS                                |
| 20 NRE | BALMENS ⥋ SAINT-LOUIS |                                                     |                                                     |                                                     |                                                     |                                                                         |                                                     |                                                     |                                                     |
| 20 NRE | Ouverture / Fermeture 5 février 2018 / — | Longueur —                                          | Durée —                                             | Nb. d’arrêts 11                                     | Matériel Midibus                                    | Jours de fonctionnement lundi, mardi, mercredi, jeudi, vendredi, samedi | Jour / Soir / Nuit / Fêtes O / N / N / N            | Voy. / an —                                         | Exploitant CAGTD                                    |
| 20 NRE | Desserte : Gap |                                                     |                                                     |                                                     |                                                     |                                                                         |                                                     |                                                     |                                                     |
| 20 NRE | Autre : - Principaux Arrêts desservis: GARE SNCF, Balmens, Champ de Trente, Hôpital de l'Adret, Campus les 3 Fontaines, Saint-Louis, Chemin de la Gardette, Chemin Sous le Vent - Desserte les secteurs de: Centre-ville de Gap, Hôpital de l'Adret, Saint-Louis. - Desserte des établissements: EHPAD de l'Adret, Foyer Saint-Louis. |                                                     |                                                     |                                                     |                                                     |                                                                         |                                                     |                                                     |                                                     |
| 20 NRE | Dernière actualisation : — |                                                     |                                                     |                                                     |                                                     |                                                                         |                                                     |                                                     |                                                     |

### Les navettes et taxibus
| Ligne    | Caractéristiques | Caractéristiques                                | Caractéristiques                                | Caractéristiques                                | Caractéristiques                                | Caractéristiques                                                        | Caractéristiques                                | Caractéristiques                                | Caractéristiques                                |
| CENTRO A | CENTRE-VILLE | CENTRE-VILLE                                    | CENTRE-VILLE                                    | CENTRE-VILLE                                    | CENTRE-VILLE                                    | CENTRE-VILLE                                                            | CENTRE-VILLE                                    | CENTRE-VILLE                                    | CENTRE-VILLE                                    |
| CENTRO A | CENTRE-VILLE ⥋ CENTRE-VILLE | CENTRE-VILLE ⥋ CENTRE-VILLE                     | CENTRE-VILLE ⥋ CENTRE-VILLE                     | CENTRE-VILLE ⥋ CENTRE-VILLE                     | CENTRE-VILLE ⥋ CENTRE-VILLE                     | CENTRE-VILLE ⥋ CENTRE-VILLE                                             | CENTRE-VILLE ⥋ CENTRE-VILLE                     | CENTRE-VILLE ⥋ CENTRE-VILLE                     | CENTRE-VILLE ⥋ CENTRE-VILLE                     |
| -------- | --- | ----------------------------------------------- | ----------------------------------------------- | ----------------------------------------------- | ----------------------------------------------- | ----------------------------------------------------------------------- | ----------------------------------------------- | ----------------------------------------------- | ----------------------------------------------- |
| CENTRO A | Ouverture / Fermeture 5 février 2018 / — | Longueur —                                      | Durée —                                         | Nb. d’arrêts 11                                 | Matériel Minibus                                | Jours de fonctionnement lundi, mardi, mercredi, jeudi, vendredi, samedi | Jour / Soir / Nuit / Fêtes O / N / N / N        | Voy. / an —                                     | Exploitant CAGTD                                |
| CENTRO A | Desserte : Gap |                                                 |                                                 |                                                 |                                                 |                                                                         |                                                 |                                                 |                                                 |
| CENTRO A | Autre : - Principaux Arrêts desservis: Faure du Serre, Porte Colombe, La Commanderie, Jean Eymar, Gare SNCF. - Desserte les secteurs de: Centre-ville. - Desserte des établissements: Gare SNCF de Gap. |                                                 |                                                 |                                                 |                                                 |                                                                         |                                                 |                                                 |                                                 |
| CENTRO A | Dernière actualisation : — |                                                 |                                                 |                                                 |                                                 |                                                                         |                                                 |                                                 |                                                 |
| CENTRO B | LADOUCETTE- PIDDINGTON/ GOURLANCHES / KAPADOS | LADOUCETTE- PIDDINGTON/ GOURLANCHES / KAPADOS   | LADOUCETTE- PIDDINGTON/ GOURLANCHES / KAPADOS   | LADOUCETTE- PIDDINGTON/ GOURLANCHES / KAPADOS   | LADOUCETTE- PIDDINGTON/ GOURLANCHES / KAPADOS   | LADOUCETTE- PIDDINGTON/ GOURLANCHES / KAPADOS                           | LADOUCETTE- PIDDINGTON/ GOURLANCHES / KAPADOS   | LADOUCETTE- PIDDINGTON/ GOURLANCHES / KAPADOS   | LADOUCETTE- PIDDINGTON/ GOURLANCHES / KAPADOS   |
| CENTRO B | LADOUCETTE ⥋ PIDDINGTON/ KAPADOS |                                                 |                                                 |                                                 |                                                 |                                                                         |                                                 |                                                 |                                                 |
| CENTRO B | Ouverture / Fermeture 5 février 2018 / — | Longueur —                                      | Durée —                                         | Nb. d’arrêts 29                                 | Matériel Minibus                                | Jours de fonctionnement lundi, mardi, mercredi, jeudi, vendredi, samedi | Jour / Soir / Nuit / Fêtes O / N / N / N        | Voy. / an —                                     | Exploitant CAGTD                                |
| CENTRO B | Desserte : Gap |                                                 |                                                 |                                                 |                                                 |                                                                         |                                                 |                                                 |                                                 |
| CENTRO B | Autre : - Principaux Arrêts desservis: Ladoucette, Bellevue, Les Gourlanches, Kapados, Les Écrins, Porte Colombe, La Commanderie. - Desserte les secteurs de: Centre-ville, Crève Cœur, Pôle Universitaire, Kapados, Bellevue, Les Gourlanches, ZA Les Fauvins - Desserte des établissements: Gare SNCF de Gap, Université de la Méditerranée de Gap. |                                                 |                                                 |                                                 |                                                 |                                                                         |                                                 |                                                 |                                                 |
| CENTRO B | Dernière actualisation : — |                                                 |                                                 |                                                 |                                                 |                                                                         |                                                 |                                                 |                                                 |
| CENTRO C | LADOUCETTE- GOURLANCHES/ TOKORO | LADOUCETTE- GOURLANCHES/ TOKORO                 | LADOUCETTE- GOURLANCHES/ TOKORO                 | LADOUCETTE- GOURLANCHES/ TOKORO                 | LADOUCETTE- GOURLANCHES/ TOKORO                 | LADOUCETTE- GOURLANCHES/ TOKORO                                         | LADOUCETTE- GOURLANCHES/ TOKORO                 | LADOUCETTE- GOURLANCHES/ TOKORO                 | LADOUCETTE- GOURLANCHES/ TOKORO                 |
| CENTRO C | LADOUCETTE ⥋ LE HAUT CHÂTELARD/ LOTISSEMENT BEAUCHÂTEAU |                                                 |                                                 |                                                 |                                                 |                                                                         |                                                 |                                                 |                                                 |
| CENTRO C | Ouverture / Fermeture 4 septembre 2018 / — | Longueur —                                      | Durée —                                         | Nb. d’arrêts 20                                 | Matériel Minibus                                | Jours de fonctionnement lundi, mardi, mercredi, jeudi, vendredi, samedi | Jour / Soir / Nuit / Fêtes O / N / N / N        | Voy. / an —                                     | Exploitant CAGTD                                |
| CENTRO C | Desserte : Gap |                                                 |                                                 |                                                 |                                                 |                                                                         |                                                 |                                                 |                                                 |
| CENTRO C | Autre : - Principaux Arrêts desservis: Ladoucette, Gare SNCF, Val du plan, Haut du Châtelard, Résidence Val du plan, Tokoro, Lotissement Beauchâteau, Beauchâteau, Les Tilleuls, Les Gourlanches - Desserte les secteurs de: Centre-ville, Châtelard, Fauvins, Tokoro- La Justice. - Desserte des établissements: Gare SNCF de Gap                    |                                                 |                                                 |                                                 |                                                 |                                                                         |                                                 |                                                 |                                                 |
| CENTRO C | Dernière actualisation : — |                                                 |                                                 |                                                 |                                                 |                                                                         |                                                 |                                                 |                                                 |
| 73       | Golf Bayard ⥋ Domaine de Charance | Golf Bayard ⥋ Domaine de Charance               | Golf Bayard ⥋ Domaine de Charance               | Golf Bayard ⥋ Domaine de Charance               | Golf Bayard ⥋ Domaine de Charance               | Golf Bayard ⥋ Domaine de Charance                                       | Golf Bayard ⥋ Domaine de Charance               | Golf Bayard ⥋ Domaine de Charance               | Golf Bayard ⥋ Domaine de Charance               |
| 73       | Ouverture / Fermeture 5 février 2018 / — | Longueur —                                      | Durée 25/35 min                                 | Nb. d’arrêts 25                                 | Matériel Standards                              | Jours de fonctionnement toute la semaine                                | Jour / Soir / Nuit / Fêtes O / N / N / N        | Voy. / an —                                     | Exploitant CAGTD SCAL                           |
| 73       | Desserte : Gap |                                                 |                                                 |                                                 |                                                 |                                                                         |                                                 |                                                 |                                                 |
| 73       | Autre : Ligne du 1re juillet au 31 août |                                                 |                                                 |                                                 |                                                 |                                                                         |                                                 |                                                 |                                                 |
| 73       | Dernière actualisation : — |                                                 |                                                 |                                                 |                                                 |                                                                         |                                                 |                                                 |                                                 |
| 75       | Gap ⥋ Espace nordique de Bayard Station de Laye | Gap ⥋ Espace nordique de Bayard Station de Laye | Gap ⥋ Espace nordique de Bayard Station de Laye | Gap ⥋ Espace nordique de Bayard Station de Laye | Gap ⥋ Espace nordique de Bayard Station de Laye | Gap ⥋ Espace nordique de Bayard Station de Laye                         | Gap ⥋ Espace nordique de Bayard Station de Laye | Gap ⥋ Espace nordique de Bayard Station de Laye | Gap ⥋ Espace nordique de Bayard Station de Laye |
| 75       | Ouverture / Fermeture 4 septembre 2018 / — | Longueur —                                      | Durée 25/30 min                                 | Nb. d’arrêts 17                                 | Matériel Standards                              | Jours de fonctionnement toute la semaine                                | Jour / Soir / Nuit / Fêtes O / N / N / N        | Voy. / an —                                     | Exploitant CAGTD SCAL                           |
| 75       | Desserte : Gap - Laye |                                                 |                                                 |                                                 |                                                 |                                                                         |                                                 |                                                 |                                                 |
| 75       | Autre : Ligne du 26 décembre au 5 janvier, 15 février au 1re mars |                                                 |                                                 |                                                 |                                                 |                                                                         |                                                 |                                                 |                                                 |
| 75       | Dernière actualisation : — |                                                 |                                                 |                                                 |                                                 |                                                                         |                                                 |                                                 |                                                 |

## Parc de véhicules
En septembre 2024, le parc d'autobus du réseau L'Agglo en bus est composé de 49 véhicules dont 13 bus standards, 22 midibus, 5 minibus et 9 Autocars. Au sein de cette flotte, les autres véhicules sont équipés de hybride Diesel-électrique et les autres véhicules sont équipés de moteurs Diesel.

### Bus standards
| Constructeur | Modèle             | Nombre | Numéros de parc   | Période de mise en service | Affectation        | Observation |
| ------------ | ------------------ | ------ | ----------------- | -------------------------- | ------------------ | ----------- |
| Heuliez Bus  | GX 327             | 5      | 40, 42, 46, 48-49 | avril 2010                 | 1, 2, 4, 8, 73, 75 | –           |
| Irisbus      | Citelis 12         | 1      | 45                | Décembre 2010              | 1, 2, 4, 8, 73, 75 | –           |
| Irisbus      | Citelis 12 Hybrid  | 1      | 54                | Octobre 2013               | 1, 2, 4, 8, 73, 75 | –           |
| Iveco Bus    | Urbanway 12 BHNS   | 1      | 58                | Juin 2018                  | 1, 2, 4, 8, 73, 75 | –           |
| MAN          | Lion's City LE A78 | 2      | 720-721           | Septembre 2015             | 1, 2, 4, 8, 73, 75 | –           |
| Solaris      | Urbino 12 IV       | 2      | 722 + 1 inconnu   | Octobre 2017               | 1, 2, 4, 8, 73, 75 | –           |
| Volvo        | 7700 II            | 1      | 43                | Août 2010                  | 1, 2, 4, 8, 73, 75 | –           |

### Midibus
| Constructeur  | Modèle            | Nombre | Numéros de parc | Période de mise en service           | Affectation                 | Observation |
| ------------- | ----------------- | ------ | --------------- | ------------------------------------ | --------------------------- | ----------- |
| Heuliez Bus   | GX 117            | 2      | 19, 47          | Mai 2004                             | 2, 3, 4, 5, 6, 8, 9, 20 NRE | –           |
| Heuliez Bus   | GX 127            | 3      | 706-707, 50     | Entre avril 2008 et novembre 2011    | 2, 3, 4, 5, 6, 8, 9, 20 NRE | –           |
| Heuliez Bus   | GX 127 L          | 4      | 34, 44, 56-57   | Entre décembre 2009 et novembre 2010 | 2, 3, 4, 5, 6, 8, 9, 20 NRE | –           |
| Irisbus       | Citelis 10        | 1      | 55              | Avril 2014                           | 2, 3, 4, 5, 6, 8, 9, 20 NRE | –           |
| Iveco Bus     | Urbanway 10       | 2      | 51 + 1 inconnu  | Entre mars 2015 et février 2020      | 2, 3, 4, 5, 6, 8, 9, 20 NRE | –           |
| MAN           | Lion's City M A47 | 2      | 718-719         | Décembre 2015                        | 2, 3, 4, 5, 6, 8, 9, 20 NRE | –           |
| Mercedes-Benz | Citaro K          | 2      | + 2 inconnu     | Juin 2012                            | 2, 3, 4, 5, 6, 8, 9, 20 NRE | –           |
| Mercedes-Benz | Citaro K BHNS     | 2      | 715-716         | Mars 2013                            | 2, 3, 4, 5, 6, 8, 9, 20 NRE | –           |
| Mercedes-Benz | Citaro K C2       | 1      | 717             | Février 2017                         | 2, 3, 4, 5, 6, 8, 9, 20 NRE | –           |
| Van Hool      | NewA308 L         | 3      | 24-25, 31       | Décembre 2007                        | 2, 3, 4, 5, 6, 8, 9, 20 NRE | –           |

### Minibus
| Constructeur  | Modèle               | Nombre | Numéros de parc | Période de mise en service | Affectation                  | Observation |
| ------------- | -------------------- | ------ | --------------- | -------------------------- | ---------------------------- | ----------- |
| Bolloré       | Bluebus 6m           | 2      | 3-4             | Février 2018               | centro a, centro b, centro c | –           |
| Gruau         | Microbus             | 2      | 1-2             | Décembre 2007              | centro a, centro b, centro c | –           |
| Mercedes-Benz | Sprinter Transfer 45 | 1      | + 1 inconnu     | Mars 2019                  | 135, 136                     | –           |

### Autocars
| Constructeur  | Modèle        | Nombre | Numéros de parc | Période de mise en service      | Affectation             | Observation                 |
| ------------- | ------------- | ------ | --------------- | ------------------------------- | ----------------------- | --------------------------- |
| Anadolu Isuzu | Grand Toro    | 1      | + 1 inconnu     | Mars 2022                       | 113, 121                | –                           |
| Iveco Bus     | Crossway Line | 1      | 353             | Mars 2014                       | 112                     | –                           |
| Iveco Bus     | Crossway Pop  | 1      | + 1 inconnu     | Mars 2020                       | 114, 124, 133, 134, 138 | Livrée Jacob/L'agglo en bus |
| Mercedes-Benz | Intouro II M  | 1      | + 1 inconnu     | Janvier 2015                    | 113, 121                | –                           |
| Otokar        | Navigo U      | 4      | + 4 inconnu     | Entre septembre 2016 à mai 2024 | 114, 124, 133, 134, 138 | Livrée Jacob/L'agglo en bus |
| Otokar        | Ulyso T       | 1      | + 1 inconnu     | Novembre 2018                   | 113, 121                | –                           |

### Dépôts
- Le dépôt de Communauté d'agglomération Gap-Tallard-Durance (CAGTD) est situé dans la principauté, au 31 Rte de la Justice, 05000 Gap
- Le dépôt de Carrétour Voyages est situé dans la principauté, au 3 Rte des Fauvins, 05000 Gap
- Le dépôt de Jacob est situé dans la principauté, au ZA La Justice, 4 Rue des Performances, 05000 Gap
- Le dépôt de SCAL (Société Cars Alpes Littoral) est situé dans la principauté, au 1 Cr Ladoucette, 05000 Gap